# Isabel Martínez de Perón
María Estela Martínez de Perón (La Rioja, 4. veljače 1931.), poznatija kao Isabel Martínez de Perón, bivša je predsjednica Argentine od 1. srpnja 1974. do 24. ožujka 1976. Treća je supruga argentinskog predsjednika Juan Peróna.
Juan Perón je Isabelu upoznao 1950-ih u izgnanstvu u Panami, gdje je Isabela radila kao plesačica u noćnom klubu. Vjenčali su se 1960. u Španjolskoj.
Kada se Perón 1973. vratio u Argentinu i kandidirao za predsjednika, odabrao je Isabelu kao potpredsjedničkog kandidata. Nadao se da će je narod prihvatiti isto kao što je bio prihvatio Evu Perón, ali to s Isabel nije bio slučaj. 
Nakon smrti muža naslijedila je njegov položaj, ali se ispostavilo da nema nikakvog autoriteta. Argentina je sve više tonula u terorizam i ekonomsku krizu, a peronistički pokret se podijelio na lijevu i desnu frakciju čiji su obračunali eskalirali ratom. 
Godine 1976. Isabel je s vlasti zbacila vojska i pet godina držala u kućnom pritvoru. Nakon toga je otišla u progonstvo u Španjolsku.
Godine 2006. je u Argentini započela istraga zbog njene umiješanosti u likvidacije i nestanke ljevičarskih političara i aktivista. 12. siječnja 2007. je uhićena u Madridu temeljem argentinskog naloga za uhićenje. Španjolski sud je uzastopnim odgodama odbio izručenje Isabel Perón.